# Gryposaurus
Gryposaurus („ještěr s hákovitým nosem“) byl rod mohutného kachnozobého dinosaura, žijícího v období pozdní křídy (asi před 83 až 70 miliony let) na území dnešních USA (Montana, Texas a Utah) a Kanady (Alberta).

## Popis
Patřil mezi velké ornitopody, jeho délka se pohybovala kolem 8,5 metru a hmotnost mohla dosáhnout zhruba 3 tun. Byl schopen běhat po dvou nohách, ale mohl zřejmě také chodit po čtyřech. Jako všichni ostatní kachnozobí dinosauři byl býložravý. Jeho zuby byly uzpůsobeny ke žvýkání tuhých větviček a listů. Konec čelistí byl přeměněn v jakýsi rohovinový zobák, charakteristický pro celou skupinu hadrosauridů. Gryposauři měli navíc charakteristicky vyklenutý nasální oblouk. Žili zřejmě v menších stádech.
V současnosti jsou rozeznávány tři platné druhy rodu Gryposaurus: G. notabilis (Lambe, 1914), G. latidens (Horner, 1992) a G. monumentensis (Gates a Sampson, 2007; ze souvrství Kaiparowits). V roce 2016 byl ze sedimentů souvrství Javelina v Texasu popsán další potenciálně platný druh G. alsatei. Blízce příbuznými rody jsou například Coahuilasaurus, Kritosaurus, Rhinorex nebo Latirhinus.

## Výzkum
V roce 2017 byla publikována vědecká studie s detailním popisem exempláře MSNM V345, částečně zachované kostry, objevené v lokalitě Dinosaur Provincial Park (kanadská provincie Alberta) v roce 1922 a roku 1958 zakoupená Muzeem přírodní historie v Miláně.
V roce 2021 byla v Utahu (lokalita Grand Staircase Escalante) objevena fosilie mláděte gryposaura i s dochovanými fosilními otisky kůže.
V roce 2022 byl popsán objev hromadného naleziště fosilií tohoto rodu v kanadské Albertě (geologické souvrství Oldman).
Mezi hlavní predátory tohoto hadrosaurida mohl patřit velký tyranosauridní teropod druhu Teratophoneus curriei.